# Justin Ingram
Pour les articles homonymes, voir Ingram.
Justin Ingram, né le 21 janvier 1985 à Lansing, Michigan, est un joueur de basket-ball, puis entraîneur américain. Il évolue au poste de meneur et mesure 1,88 m.

## Biographie
Ingram fait sa carrière universitaire chez les Rockets de Toledo de l'université de Toledo dans l'Ohio mais n'est pas drafté en NBA.
Il part alors jouer en France, à Saint-Étienne Basket, puis à la Jeunesse laïque de Bourg-en-Bresse, où il devient un joueur majeur, étant premier aux lancer-francs, troisième passeur et quatrième marqueur du championnat de Pro B.
Après cela, il évolue au Stade clermontois Basket Auvergne (Pro B) puis à l'Olympique d'Antibes.

## Clubs
- 2003-2007 :  Rockets de Toledo (NCAA)
- 2007-2008 :  Saint-Étienne Basket (Pro B)
- 2008-2009 :  Jeunesse laïque de Bourg-en-Bresse (Pro B)
- 2009-2010 :  Stade Clermontois Basket Auvergne (Pro B)
- 2010-2011 :  Olympique d'Antibes Juan-les-Pins (Pro B)
- 2011-2012 :  Factum Sport Debrecen (MKNB)
- 2012-2013 :  Tartu Ülikool/Rock (KML)
- 2013-2014 :  Poitiers Basket 86 (Pro B)
- 2014-2015 :  Aries Trikala BC (en) (ESAKE)
- 2015-2016 :  Lions de Genève (LNA)

## Palmarès
- 2007 : Élu dans le 5 Majeur de la Mid-American Conference (MAC)[2].
- 2004 : Sélectionné dans l’équipe des joueurs de première année de la conférence MAC
- 2004 : Meilleur joueur de première année de la conférence MAC